# Medaglia del vallo occidentale
La medaglia del vallo occidentale (in tedesco Deutsche Schutzwall-Ehrenzeichen, ma chiamata anche Westwall Medaille), fu un'onorificenza della Germania nazista.

## Descrizione
La medaglia venne istituita il 2 agosto 1939 e venne consegnata a quanti contribuirono a disegnare ed a costruire le fortificazioni sul fronte occidentale tedesco, conosciuto col nome di Linea Siegfried, ed alle truppe che qui servirono prima del maggio del 1940. Nel 1944, dal momento che i tedeschi attendevano un'invasione degli Alleati, essa venne concessa a tutti coloro che avessero preso parte alle ulteriori migliorie apportate sempre sul fonte occidentale. La medaglia venne concessa in un totale di 622.064 esemplari sino alla fine della guerra.

## Insegne
La medaglia è realizzata in ottone bronzato. Di caratteristica forma ovale, al recto rappresenta un bunker, una spada incrociata ad un badile e l'aquila tedesca. Al verso si trova l'iscrizione in lettere capitali latine "FÜR ARBEIT ZUM SCHUTZE DEUTSCHLANDS" (Per il lavoro a difesa della Germania). La medaglia venne disegnata dal professor Richard Klein, di Monaco di Baviera.
Il nastro è color marrone-oro con una striscia bianca per parte.

## La seconda produzione della medaglia
Nel 1944 venne avviata una seconda produzione della medaglia, volta a ricompensare i lavoratori ed il personale militare impegnato nel rafforzare la Linea Siegfried. Questa versione della medaglia è conosciuta comunemente come "medaglia della difesa della Germania" per distinguerla dalla versione del 1939 e venne realizzata in zinco bronzato. Venne autorizzata anche una barretta con la data "1944" per quanti già avessero ottenuto la versione del 1939 e nel 1944 stessero ancora collaborando alla realizzazione delle fortificazioni.

## Insigniti notabili
- Heinrich Himmler
- Fritz Todt
- Erwin von Witzleben
- Karl Kitzinger
- Alfred Jacob (nelle sue funzioni di ispettore delle fortezze)
- Konstantin Hierl (nelle sue funzioni di direttore dei lavori)
- Robert Ley (nelle sue funzioni di rappresentante della NSDAP)